# Castianeira flebilis
Castianeira flebilis är en spindelart som beskrevs av Octavius Pickard-Cambridge 1898.
Castianeira flebilis ingår i släktet Castianeira och familjen flinkspindlar. Inga underarter finns listade i Catalogue of Life.